# قيس بن الخطيم
قيس بن الخطيم بن عدي الأوسي، وكنيته أبو يزيد، (توفي 2 قبل الهجرة / 620 م) شاعر عربي من صناديد الجاهلية وأشد رجالها. قُتل أبوه وهو صغير، قتله رجل من الخزرج. فلما بلغ، قتل قاتل أبيه، ونشبت لذلك حروب بين قومه وبين الخزرج.
يقول الصفدي صاحب الوافي بالوفيات عنه: «كان قيس مقرون الحاجبين، أدعج العينين، أحم الشفتين، براق الثنايا كأن بينهما برقاً، ما رأته حليلة رجل قط إلا ذهب عقلها». وله في وقعة بعاث التي كانت بين الأوس والخزرج قبل الهجرة أشعار كثيرة. أدرك الإسلام وتريث في قبوله، فقتل قبل أن يدخل فيه. أسلمت زوجته حواء الأنصارية وكانت قد كتمت إسلامها عنه خوفا من التضرر للتحريض الشديد من القرشيين على النبي محمد.

## شعره
عندما بلغ قيسا الحلم، قتل قاتل أبيه الخطيم بن عدي، ونشبت لذلك حروب بين قومه وبين الخزرج. كما قتل أيضاً قاتل جده عديا، وفي ذلك يقول:

## قتله
قتله الخزرج ثأرا في يثرب (المدينة المنورة) في الثاني من قبل الهجرة.

## وصلات خارجية
- ديوان قيس بن الخطيم في بوابة الشعراء.